# Gleung
Gleung is een bestuurslaag in het regentschap Aceh Barat van de provincie Atjeh, Indonesië. Gleung telt 435 inwoners (volkstelling 2010).